# Fenossimetilpenicillina
La   fenossimetilpenicillina  detta anche penicillina V è un chemioantibiotico appartenente alla famiglia delle penicilline, a loro volta appartenenti alla classe delle beta-lattamine. È la versione acido-resistente della penicillina G (benzilpenicillina), la capostipite della categoria. A differenza di quest'ultima, la penicillina V può essere assunta per somministrazione orale senza venire degradata a livello gastrico. Questo fa di lei un farmaco decisamente più approcciabile da un punto di vista terapeutico (la penicillina G infatti dev'essere necessariamente somministrata endovena oppure per via intramuscolare).
Tuttavia la penicillina V è meno potente della penicillina G e il suo impiego è limitato a quelle infezioni che richiedono una bassa concentrazione locale di antibiotico. Inoltre il suo spettro, parimenti a quello della penicillina G, è ridotto e limitato ad alcuni batteri Gram-positivi.

## Indicazioni
Viene utilizzato contro le infezioni del cavo orale e nella profilassi della febbre reumatica.

## Dosaggi
- Infezioni (tonsillite, otite media, erisipela): Adulti, 500 mg ogni 6 ore

## Controindicazioni
Da evitare in caso di ipersensibilità nota al farmaco.

## Effetti indesiderati
Fra gli effetti collaterali più frequenti si riscontrano febbre, angioedema, orticaria, cefalea, anemia emolitica, dolore articolare.